# Dave Tiueti
Pas d'image ? Cliquez ici

a Compétitions nationales et continentales officielles uniquement.

b Matchs officiels uniquement.
Dernière mise à jour le 23 novembre 2015.
Tevita Lisiate Tiueti, né le 6 juin 1973 aux Tonga, est un joueur de rugby à XV international tongien, évoluant aux postes de centre ou d'ailier. Il mesure 1,83 pour 95 kg

## Carrière

### En club
- 1995-1998 : Bristol RFC (National One)  Angleterre
- 1998-2003 : Neath RFC (Welsh Premiership)  Pays de Galles
- 2003-2005 : Ospreys (Ligue Celtique)  Pays de Galles
- 2005-2006 : Coventry RFC (National One)  Angleterre
- 2006-2007 : Arix Viadana (Super 10)  Italie

### En équipe nationale
Dave Tiueti a connu sa première sélection le 21 juin 1997 contre l'équipe des Fidji, et sa dernière le 17 novembre 2001 contre l'équipe du Pays de Galles.
Il est retenu pour participer à la coupe du monde 1999 en Angleterre. Il dispute trois matchs (Nouvelle-Zélande, Italie, Angleterre).

## Palmarès

### Sélections nationales
- 21 sélections en équipe des Tonga,
- 33 points (6 essais, 1 pénalité)
- Nombre de sélections par année : 3 en 1997, 10 en 1999, 6 en 2000 et 2 en 2001.

- Participation à la coupe du monde 1999 (3 matchs).